# Портрет Костянтина Арцибушева
 «Портрет Костянтина Арцибушева»  — портрет Костянтина Арцибушева пензля Михайла Врубеля.
Костянтин Дмитрович Арцибушев — дворянин нової формації. Європейська освічена особа, він не цурався праці, не сидів у родовому маєтку. Він у 1895 р. разом з Саввою Манонтовим та Олександром Барі заснував «Московське Акціонерне товариство Вагонобудівного заводу».
Костянтин Дмитрович Арцибушев бував у Мамонтових і знав про незвичного художника Врубеля. Він і замовив митцю — портрет своєї дружини. Замовним був і портрет самого директора Арцибушева. Відстань між важною і багатою особою та художником не дозволила Врубелю піти на значні експерименти з портретом, як це дозволив собі Михайло Олександпрович в портреті Савви Мамонтова того ж року. К. Д. Арцибушев був директором правління Товариства Московсько-Ярославської залізниці, а Михайло Врубель все ще ходив в художниках-початківцях.
Портрет Костянтина Арцибушева — традиційніший. Лише внутрішня напруга зображеного видають його енергійність і ділову хватку. Саме Костянтин Арцибушев придбав у художника декоративне панно «Венеція».